# Milcovul
Milcovul – wieś w Rumunii, w okręgu Vrancea, w gminie Milcovul. W 2011 roku liczyła 2200
mieszkańców